# Coupole
Pour les articles homonymes, voir Coupole (homonymie).

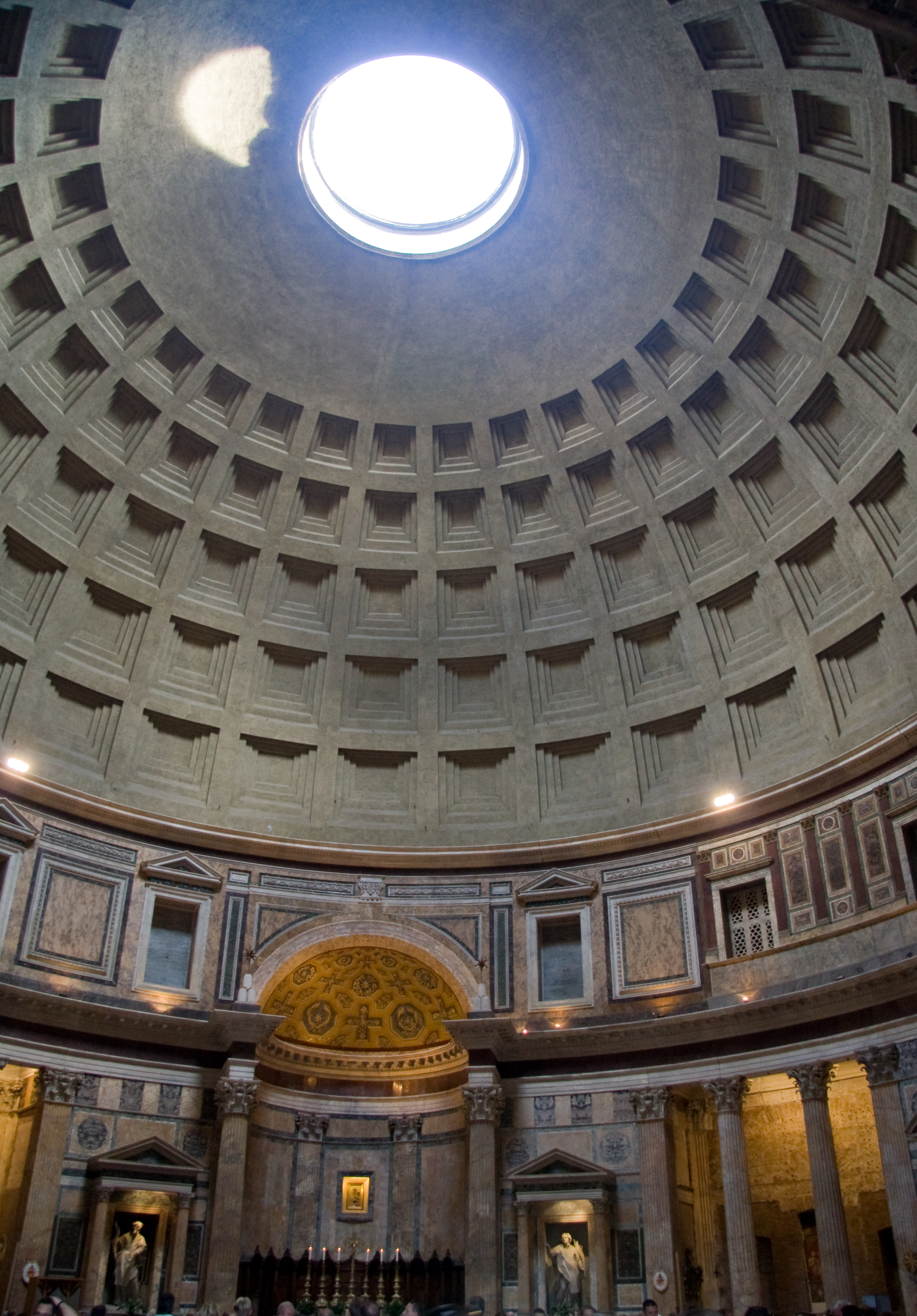
La coupole du Panthéon de Rome, érigée au IIe siècle.

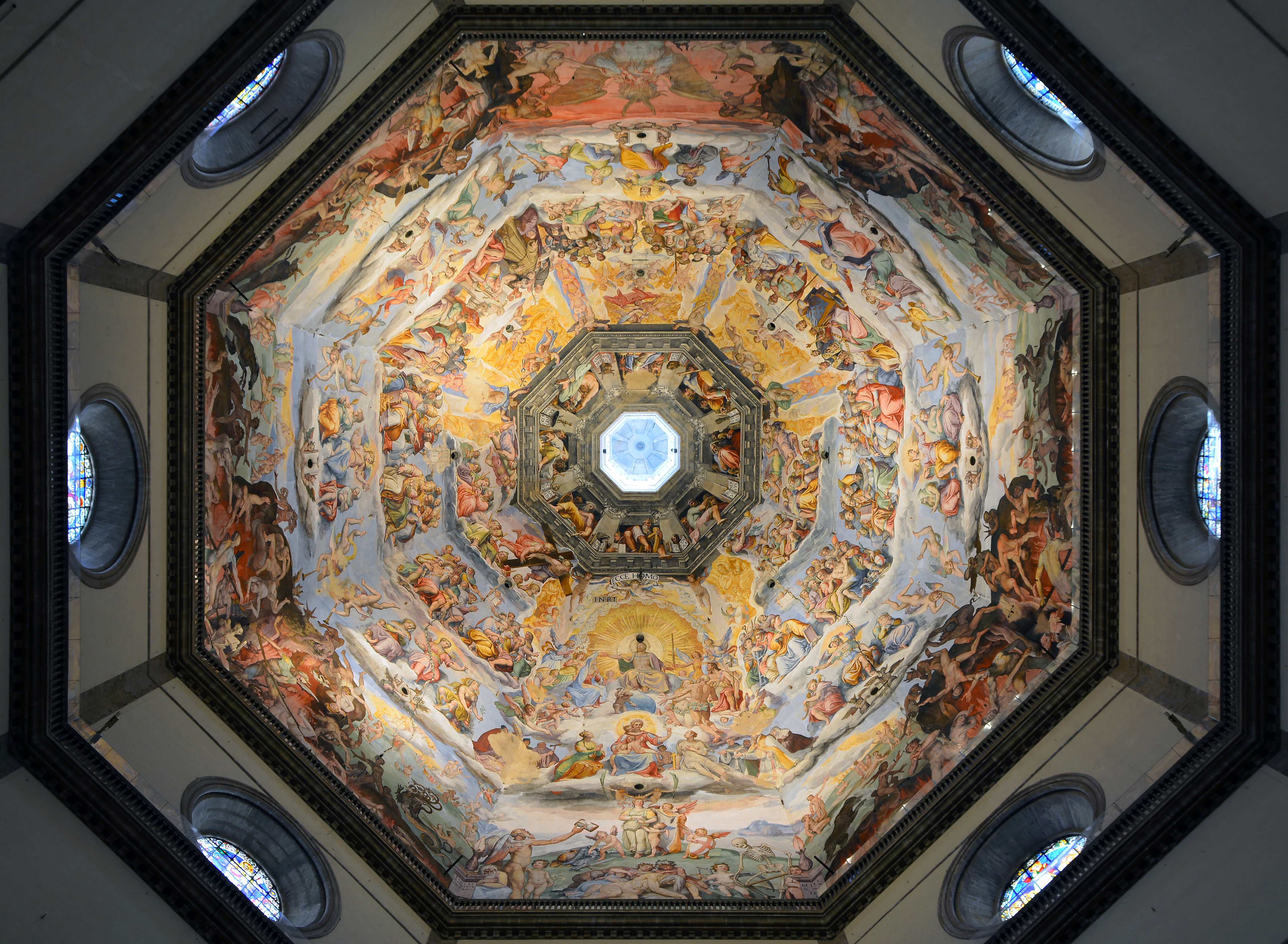
Coupole de Santa Maria del Fiore (Brunelleschi) à Florence. Elle est la première à égaler de peu en largeur celle du Panthéon de Rome, au XVe siècle et marque ainsi le début de la Renaissance.

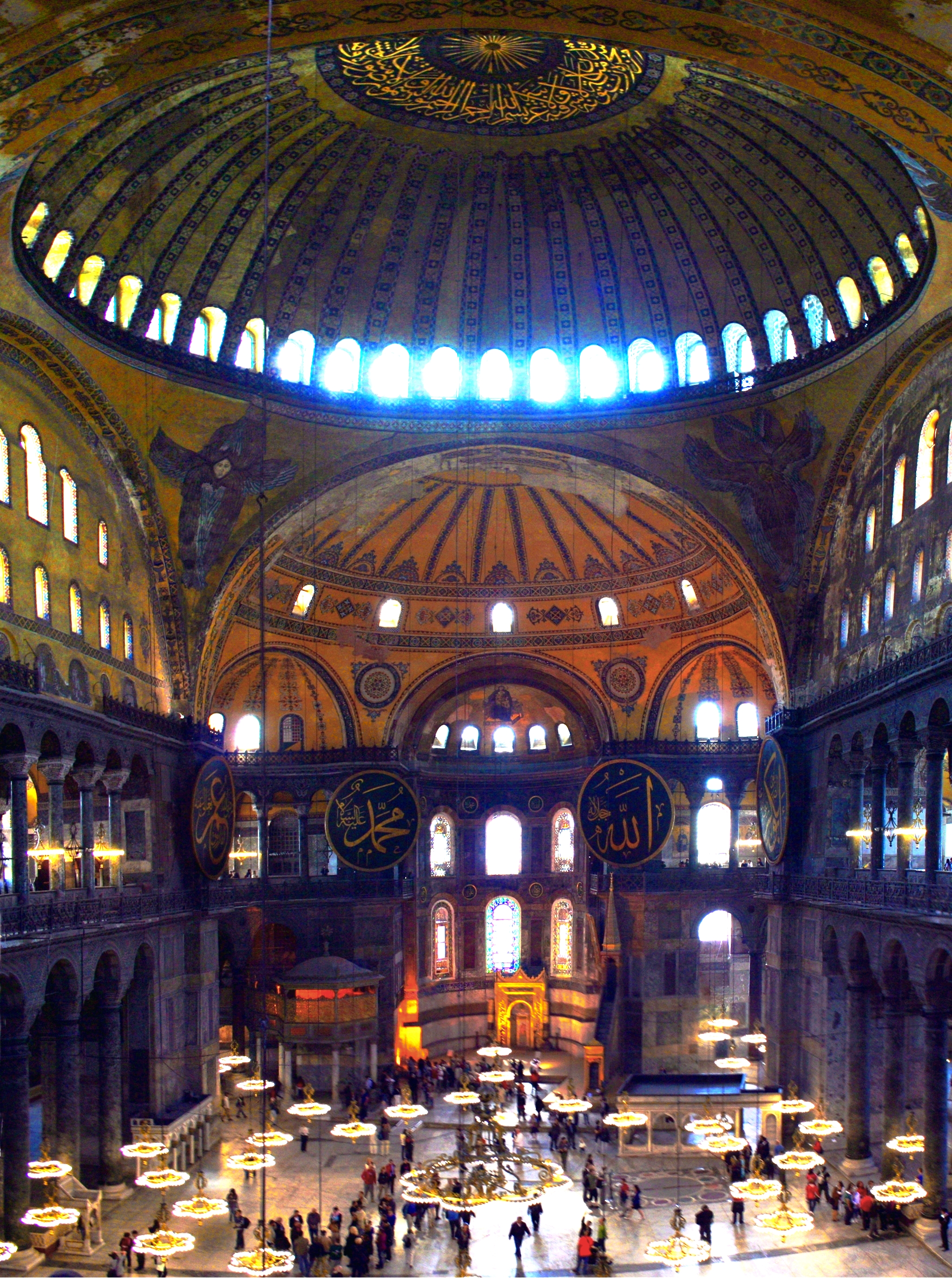
La basilique Sainte-Sophie de Constantinople avec sa coupole sur pendentifs du VIe siècle, de 32 mètres de diamètre interne et 55 mètres de hauteur intérieure.

Une coupole est une voûte dont la forme se rapproche d'un hémisphère, évoquant une coupe renversée. Sa base peut être circulaire, elliptique ou polygonale, tandis que son profil peut également varier. En son centre existe souvent un oculus. Une coupolette est une petite coupole.
Si la coupole est surmontée d'une toiture, cette dernière est plutôt appelée dôme, bien que les deux termes soient fréquemment utilisés comme synonymes.
En astronomie, la coupole désigne la partie supérieure du bâtiment (généralement en demi-sphère mais pas toujours) qui protège le télescope qu'elle contient.

## Histoire
La coupole à encorbellement est connue dès l'Antiquité mycénienne (tholos) : trésor d'Atrée (-1250). Ce type de coupole se retrouve dans certaines cabanes en architecture rurale, édifiées en pierres sèches et sans cintre.
Les grandes coupoles hémisphériques sont apparues dans l'architecture romaine antique : salles octogonales de la Domus Aurea (64) et de la Domus Augustana (92), Panthéon de Rome (125), pavillon des jardins de Licinius (temple de Minerve Medica, vers 300). Elles étaient notamment fréquentes dans les thermes romains. Elles se sont également répandues à Constantinople (salle hexagonale du palais d'Antiochos, 416-418), et se sont diffusées dans l'empire sassanide. L'architecture paléochrétienne de l'Antiquité tardive utilise fréquemment la coupole dès ses débuts, comme au Saint Sépulcre de Jérusalem où à l'église Santa Costanza de Rome.
Dans l'architecture byzantine du VIe siècle, la coupole est associée à l'église à plan centré (église de Saints-Serge-et-Bacchus et Sainte-Sophie à Constantinople, Saint-Vital à Ravenne). Les Byzantins innovent en introduisant la coupole sur pendentifs, qui permet de faire reposer de vastes coupoles sur quatre piliers autour d'un espace carré, tandis que les trompes, plus simples, ne peuvent porter que de petites coupoles.
La présence de coupoles dans la basilique Saint-Marc de Venise (1063-1094), ne se rattache pas encore à l'architecture romane, son plan et son architecture à cinq coupoles sur tambours étant copié sur celui de l'ancienne église des Saints-Apôtres de Constantinople (VIe siècle). Elle inspira cependant ensuite fortement les coupoles de l'architecture romane en Italie, comme la cathédrale de Pise (1063-1350), qui comporte un dôme ovoïde assez semblable à ceux de Saint-Marc de Venise, la cathédrale de Sienne ou encore la basilique Saint-Antoine de Padoue. Les églises romanes à coupoles sont également fréquentes dans les Pouilles en Italie du Sud (cathédrale Saint-Conrad de Molfetta), ainsi que dans l'architecture normande de Sicile, comme pour l'église Saint-Jean-des-Ermites (à partir de 1142) et la chapelle du palais des Normands (1132-1143) de Palerme, dont les coupoles témoignent aussi d'une forte influence byzantine locale (la Sicile qui était précédemment un territoire byzantin).

Coupe de la basilique Sainte-Sophie de Constantinople, VIe siècle, sa conception faite de coupole et demi-coupoles constitue un des modèles de l'architecture byzantine durant tout le Moyen Âge.

La coupole apparaît aussi fréquemment dans l'architecture romane de certaines régions de France. Le sud-ouest du pays compte ainsi une soixantaine d'églises du XIIe siècle dans lesquelles une coupole hémisphérique coiffe chaque travée, comme les cathédrales Saint-Front de Périgueux (terminée en 1173) et Notre-Dame du Puy-en-Velay. Une coupole elliptique sur trompes surmontant un tambour à galerie naine apparaît au premier quart du XIIe siècle à la croisée du grand transept de l'abbatiale de Cluny. Une troisième région où les coupoles romanes sont nombreuses est l'Espagne, où se développe le cimborio (corps cylindrique ou octogonal coiffé d'une coupole). On retrouve des cimborios dans la vieille cathédrale de Salamanque (1150-1220), dans la cathédrale de Zamora (1153-1174 environ) et la collégiale de Toro (1160-1240). En Allemagne, on peut mentionner la cathédrale de Spire, dont la coupole date du roman tardif.

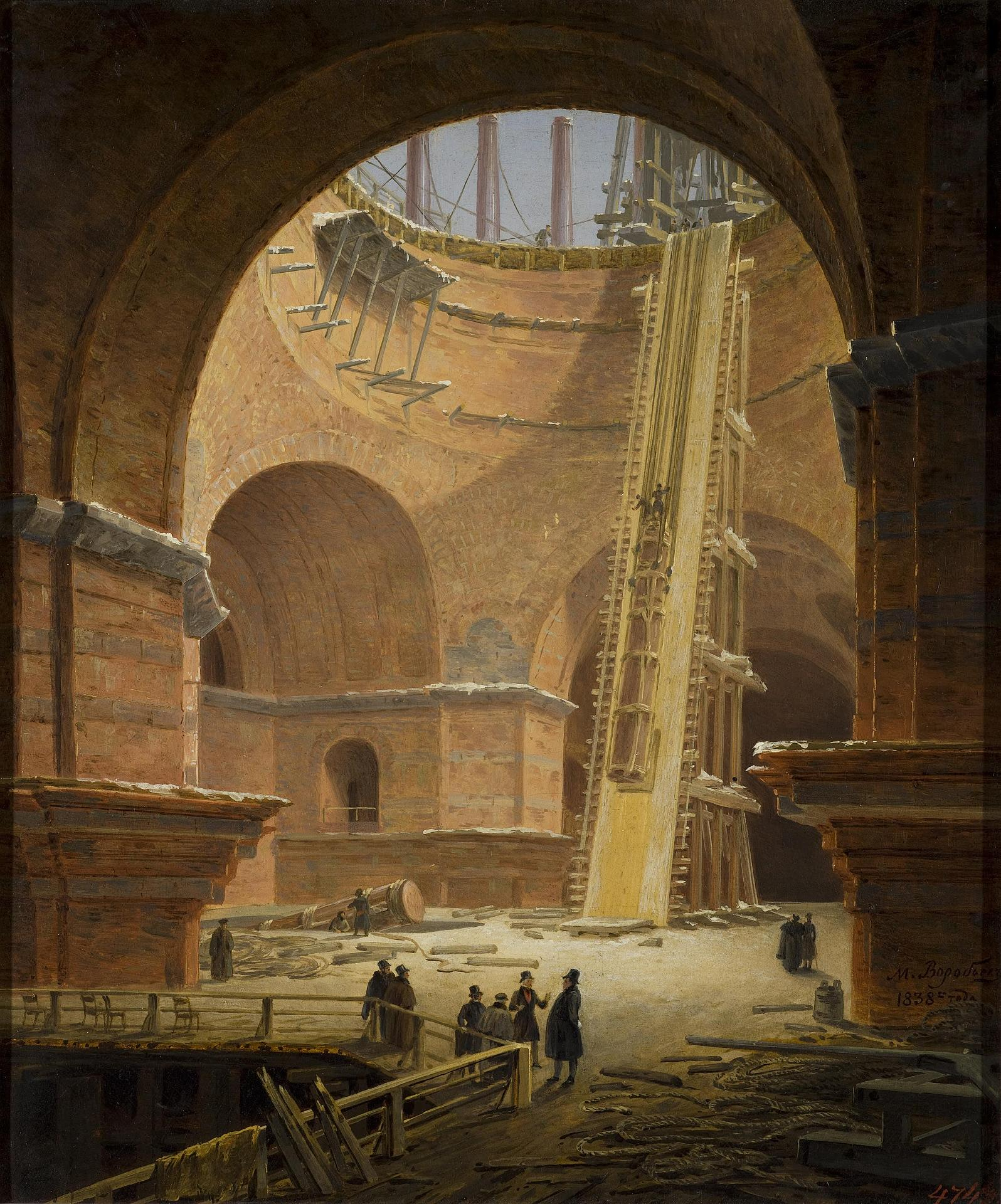
Construction de la coupole de la cathédrale saint Issac par Maxim Vorobyov, 1838, Musée de l’Hermitage.

Dans l'architecture arabo-musulmane, l'utilisation de la coupole est très répandue, principalement dans les édifices religieux comme les mosquées et les mausolées. Les coupoles prendront de l'ampleur essentiellement sous la domination ottomane à partir des XVe et XVIe siècles avec les architectes Atik Sinan puis Mimar Sinan, qui s'inspirent de Sainte-Sophie de Constantinople près d'un millénaire après l'édification de cette dernière. Mais les coupoles de taille plus modeste, d’influence byzantine évidente, sont déjà omniprésentes dans l'architecture islamique dès ses débuts comme au dôme du Rocher et à la Grande Mosquée des Omeyyades de Damas (il y avait précédemment une basilique byzantine à son emplacement), ou encore la petite coupole côtelée du mihrab de la grande mosquée de Kairouan, datant du IXe siècle, qui représente l'une des plus anciennes coupoles sur trompe de l'art musulman. Le Gol Gumbaz à Bijapur (1650) en Inde est l'une des œuvres majeures de l'architecture islamique du Deccan.

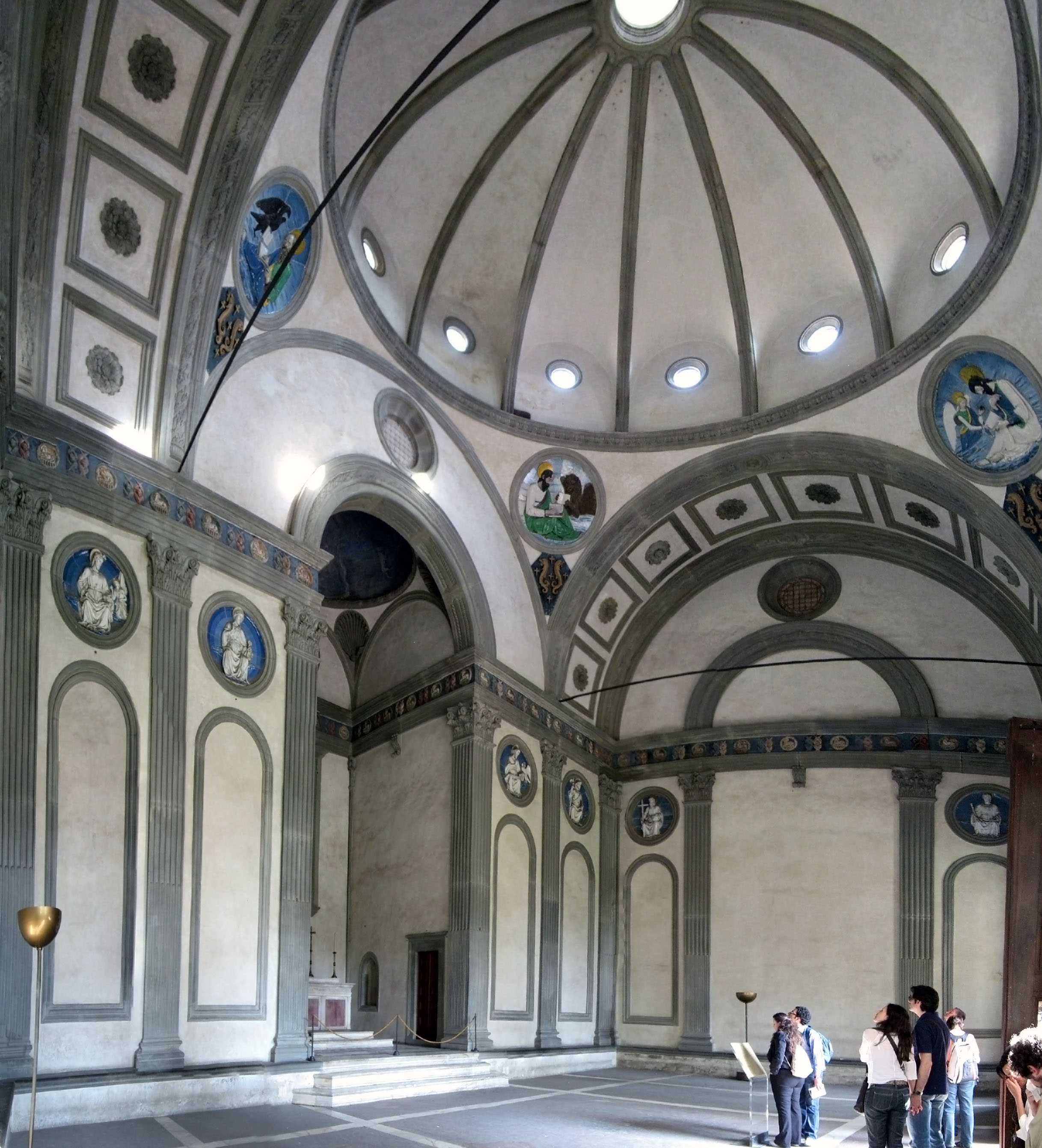
Chapelle des Pazzi, à Florence.

La coupole reprend de la vigueur dans l'architecture occidentale à la Renaissance : Filippo Brunelleschi y recourt à la cathédrale Santa Maria del Fiore (1418-1438) et dans la chapelle des Pazzi à la basilique Santa Croce de Florence (1430-1444).
À Santa Maria del Fiore, Brunelleschi s'inspire directement de l'architecture antique (coupole du Panthéon de Rome) : la coupole est construite sur le principe de la chaînette renversée et en se servant d'échafaudages mobiles, plutôt que de cintres comme le voulait la tradition médiévale.
Pour résoudre le problème de la poussée, il place les briques en chevron (technique dite spina di pesce (arête de poisson), qui est une technique de construction héritée des Étrusques) et imagine un système de double calotte.
Sur les traces de ce dernier, le Florentin Giuliano da Sangallo y ajoutera celle de la sainte Maison de Lorette, achevée en l'année 1500.

## Architecture
Dans son façonnement le plus « ordinaire », chaque assise forme un anneau de voussoirs dont les lits sont inclinés vers l'intérieur ; mais cela peut être différent (par exemple multi-elliptique à l'instar de certaines coupoles renaissance, ou d'un autre type encore).
La calotte est la partie supérieure de la coupole.
Une ouverture circulaire au sommet d'une coupole est un oculus, mais ce terme désigne toutes les ouvertures rondes, y compris dans les murs.

## Éléments assurant la transition avec la coupole
La transition entre le plan carré d'un espace et la base circulaire de la coupole qui le couvre peut être assurée par des trompes, reposant sur quatre murs (pouvant eux-mêmes reposer sur des arcs puis quatre piliers), ou des pendentifs reposant directement sur quatre piliers. Entre ces éléments et la coupole peut s'intercaler un tambour en forme de cylindre ou de prisme octogonal.

Coupole à tambour sur pendentifs.
Coupole sur pendentifs.
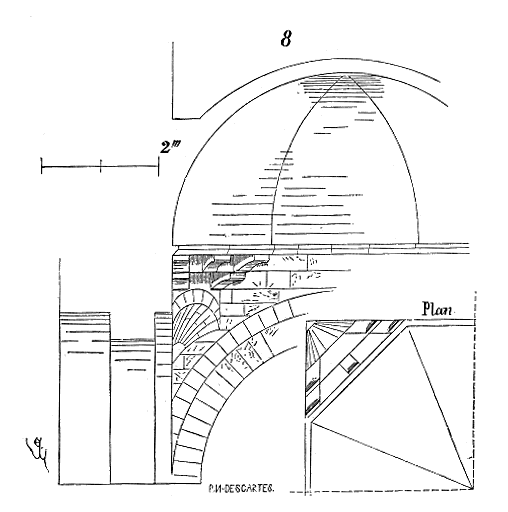
Coupole à huit pans, portée sur quatre trompes surmontées de corbeaux en encorbellement.

Si le plan au sol est le même que la base de la coupole, la coupole repose sur un tambour. Celui-ci peut aller jusqu'au sol ou reposer sur des arcades et des piliers.

## Principales coupoles
Principales coupoles données dans le livre de Jean-Pierre Adam, La Construction romaine (voir bibliographie).
| Principales coupoles |                                                  |                    |
| Date                 | Nom du monument                                  | Diamètre intérieur |
| Ier siècle           | Salle des thermes dite Temple de Mercure à Baïes | 21,50 m            |
| Vers 65              | Salle octogonale de la Domus Aurea               | 13,00 m            |
| 81 - 96              | Nymphée de l'Albanum de Domitien                 | 16,10 m            |
| 109                  | Rotondes des thermes de Trajan                   | 20,00 m            |
| 118 - 125            | Panthéon à Rome                                  | 43,30 m            |
| Hadrien              | Salle des thermes dite Temple de Vénus à Baïes   | 26,30 m            |
| IIe siècle           | Temple d'Apollon au lac d'Averne                 | 35,50 m            |
| Après 150            | Salle des thermes dite Temple de Diane à Baïes   | 29,50 m            |
| Sévère Alexandre     | Temple rond d'Ostie                              | 18,00 m            |
| 309                  | Mausolée de Romulus, fils de Maxence             | 24,50 m            |
| Vers 320             | Mausolée de la villa des Gordianii               | 13,20 m            |
| Début du IVe siècle  | Temple de Minerva Medica                         | 24,50 m            |
| 326-330              | Mausolée de Sainte-Hélène                        | 20,20 m            |
| 532-537              | Église Sainte-Sophie de Constantinople           | 32,60 m            |
| 1420 - 1434          | Dôme de la cathédrale de Florence                | 42,20 m            |
| 1498 - 1500          | Coupole de Notre Dame de Lorette                 | 22,00m             |
| 1564                 | Dôme de la basilique Saint-Pierre de Rome        | 42,00 m            |
| 1680 - 1691          | Dôme de l'église des Invalides à Paris           | 27,60 m            |
| 1675 - 1710          | Coupole de la cathédrale Saint-Paul de Londres   | 30,80 m            |
| 1755 - 1792          | Dôme du Panthéon de Paris                        | 21,00 m            |
| 1817 - 1826          | Église Saint-François-de-Paule à Naples          | 34,00 m            |

Il a fallu attendre l'invention du béton armé pour dépasser les dimensions atteintes par la coupole du Panthéon de Rome. La voûte du CNIT à La Défense atteint une portée de 218 m entre appuis avec des doubles voiles raidis de 6 cm d'épaisseur chacun.
Cependant, des arcs en maçonnerie de ponts ont atteint des ouvertures importantes au début du XXe siècle : pont Adolphe, pont de Plauen. Le record de portée a été atteint en Chine[réf. souhaitée].
Un autre exemple remarquable est la coupole du sanctuaire Sainte-Marie-de-l'Assomption de Mosta à Malte, ayant un diamètre de 37,2 m.

## Illustrations

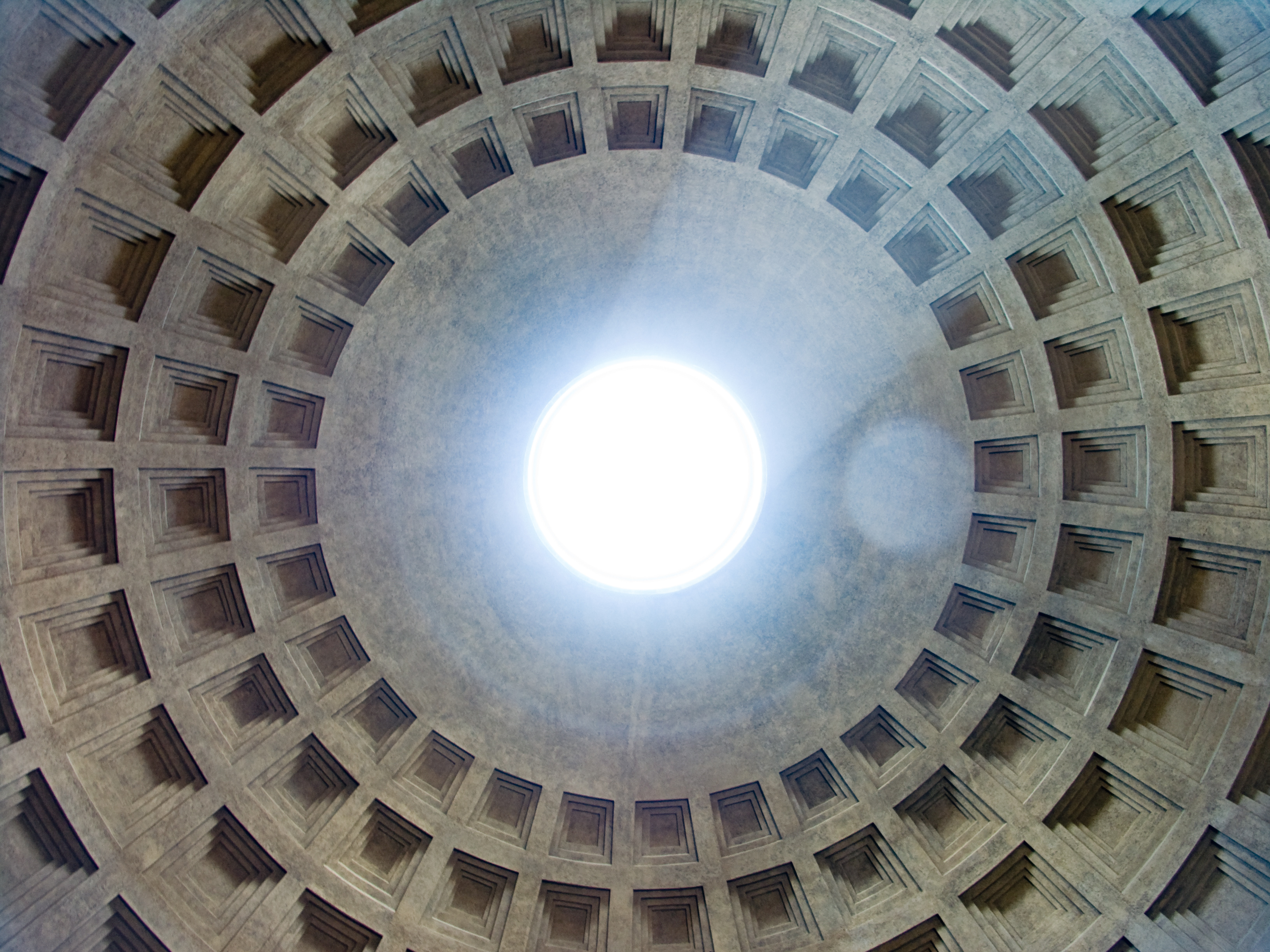
La coupole du Panthéon de Rome, IIe siècle, est restée la plus large coupole du monde durant de nombreux siècles. Elle demeure de nos jours en excellent état de conservation.
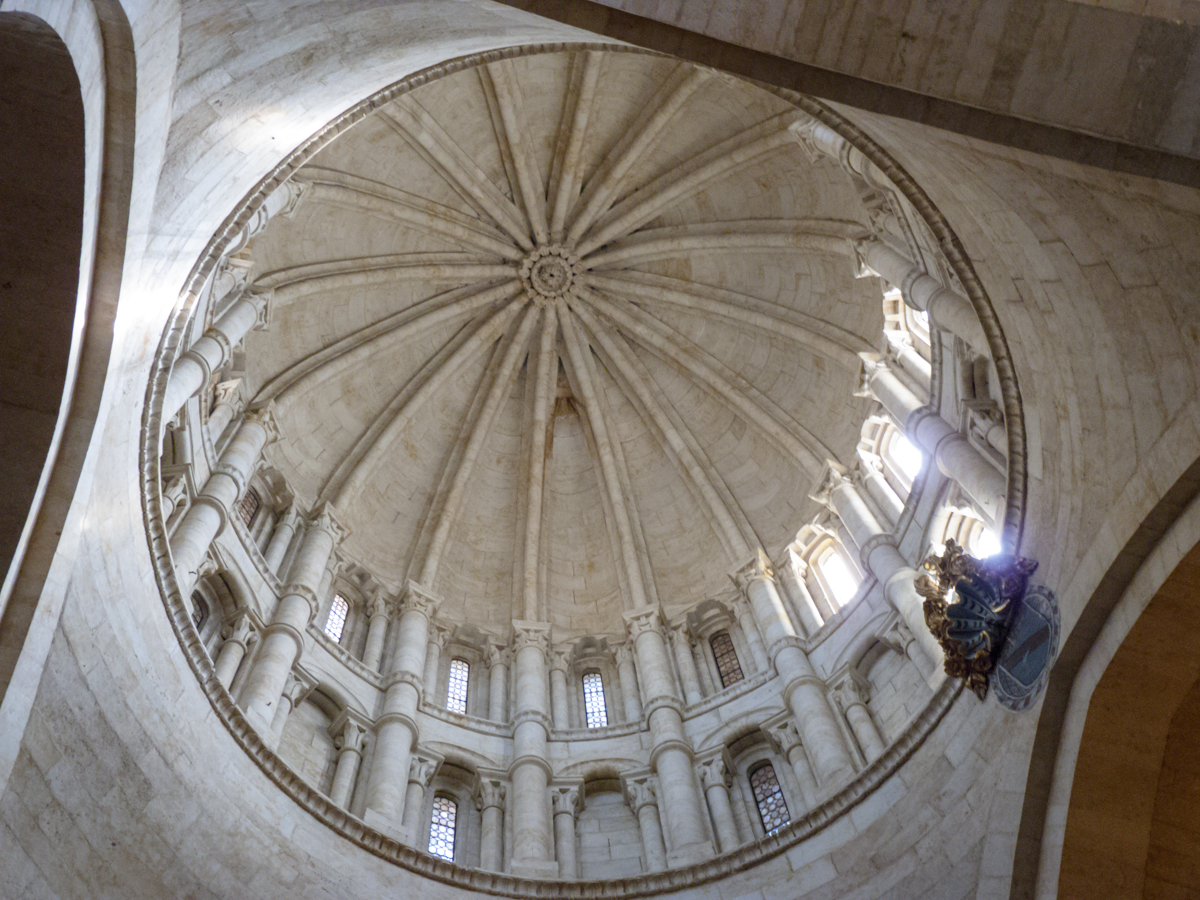
Coupole romane à tambour sur pendentifs de la vieille cathédrale de Salamanque, Espagne.
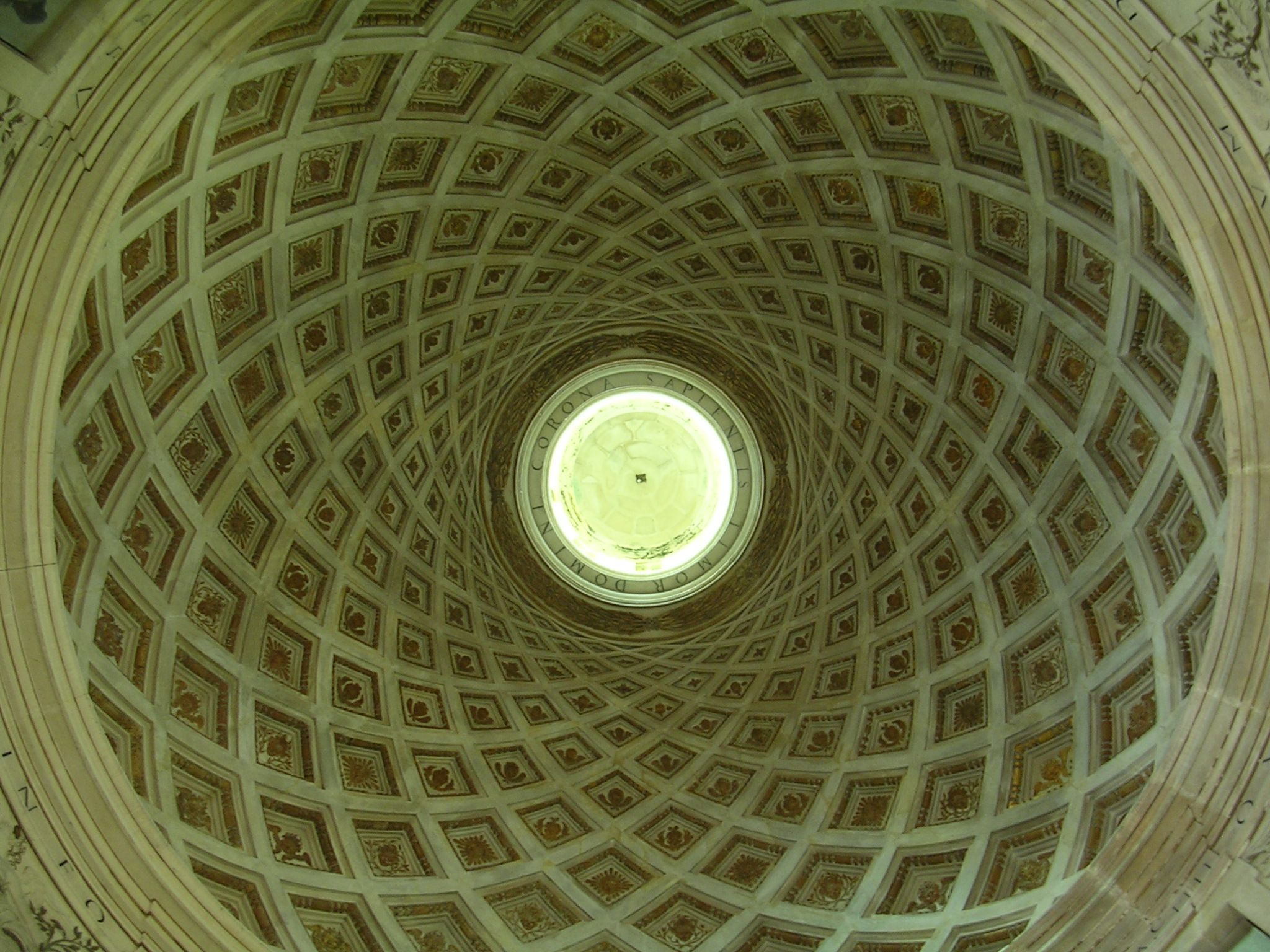
Coupole Renaissance de la chapelle du château d'Anet, avec son célèbre effet vortex.
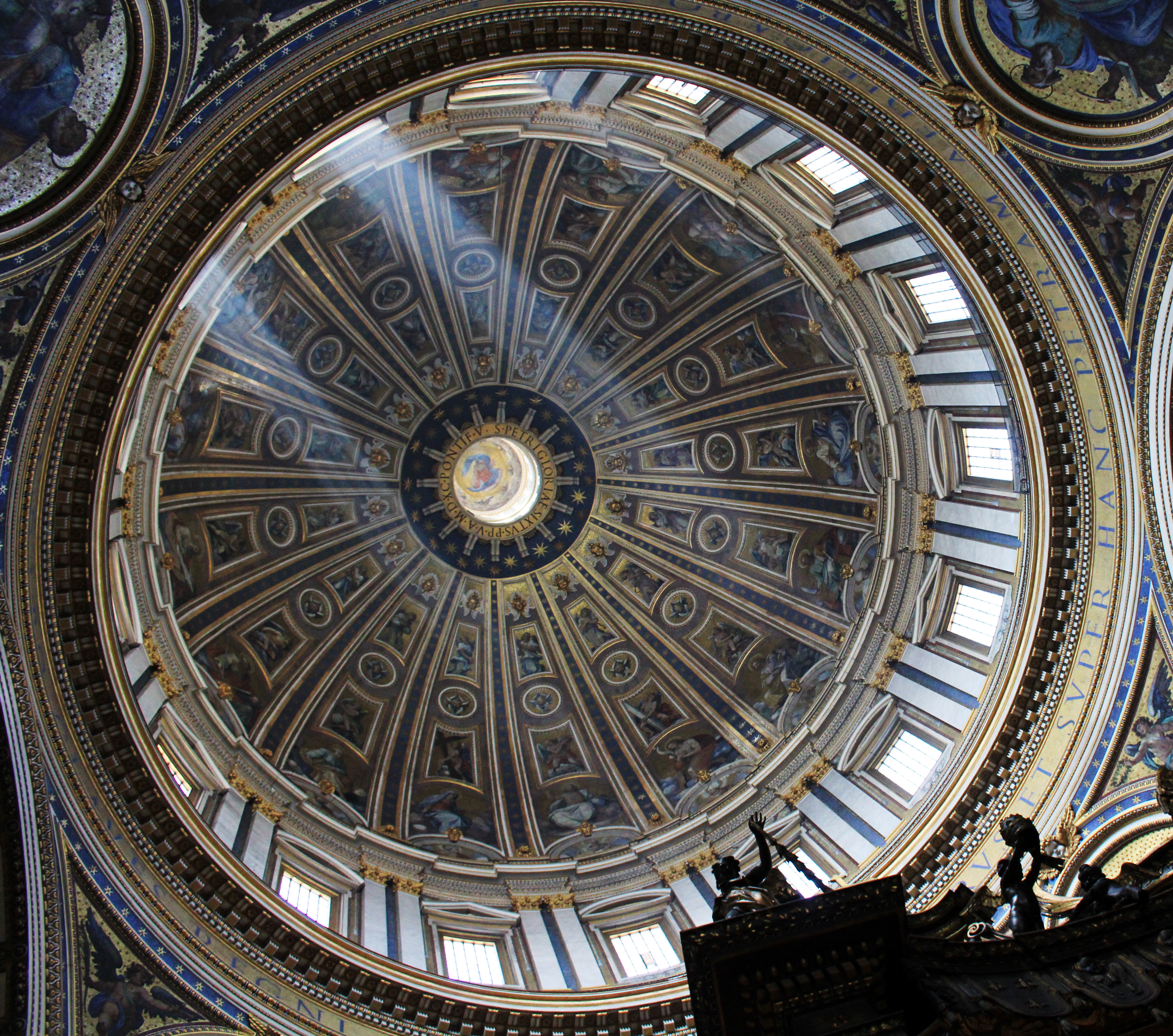
La coupole de Saint-Pierre de Rome, conçue par Michel-Ange, avec 42 mètres de diamètre interne.
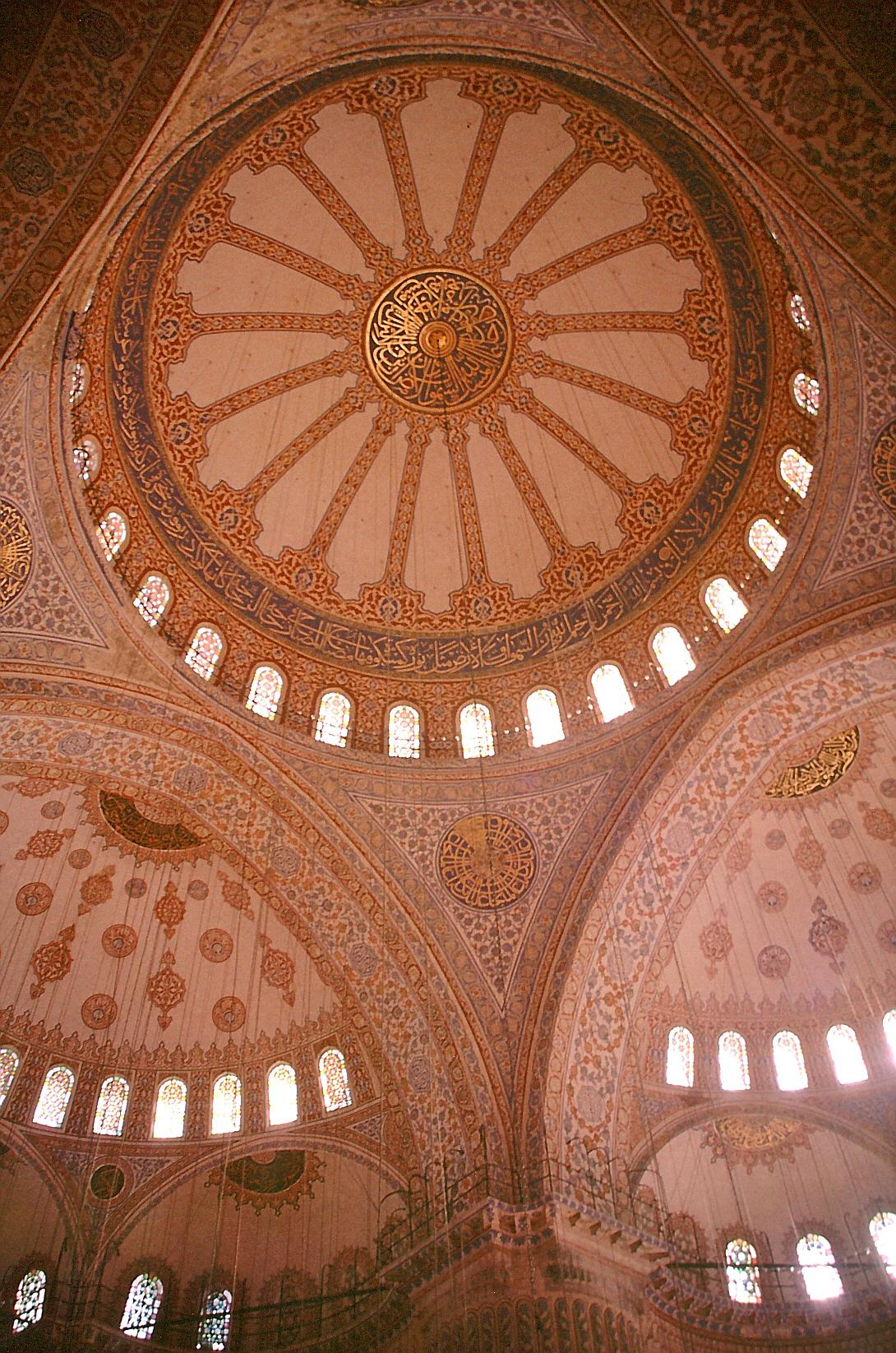
La Mosquée Bleue d'Istanbul, d'un élève de l'architecte Sinan, s'inspire de Sainte-Sophie.
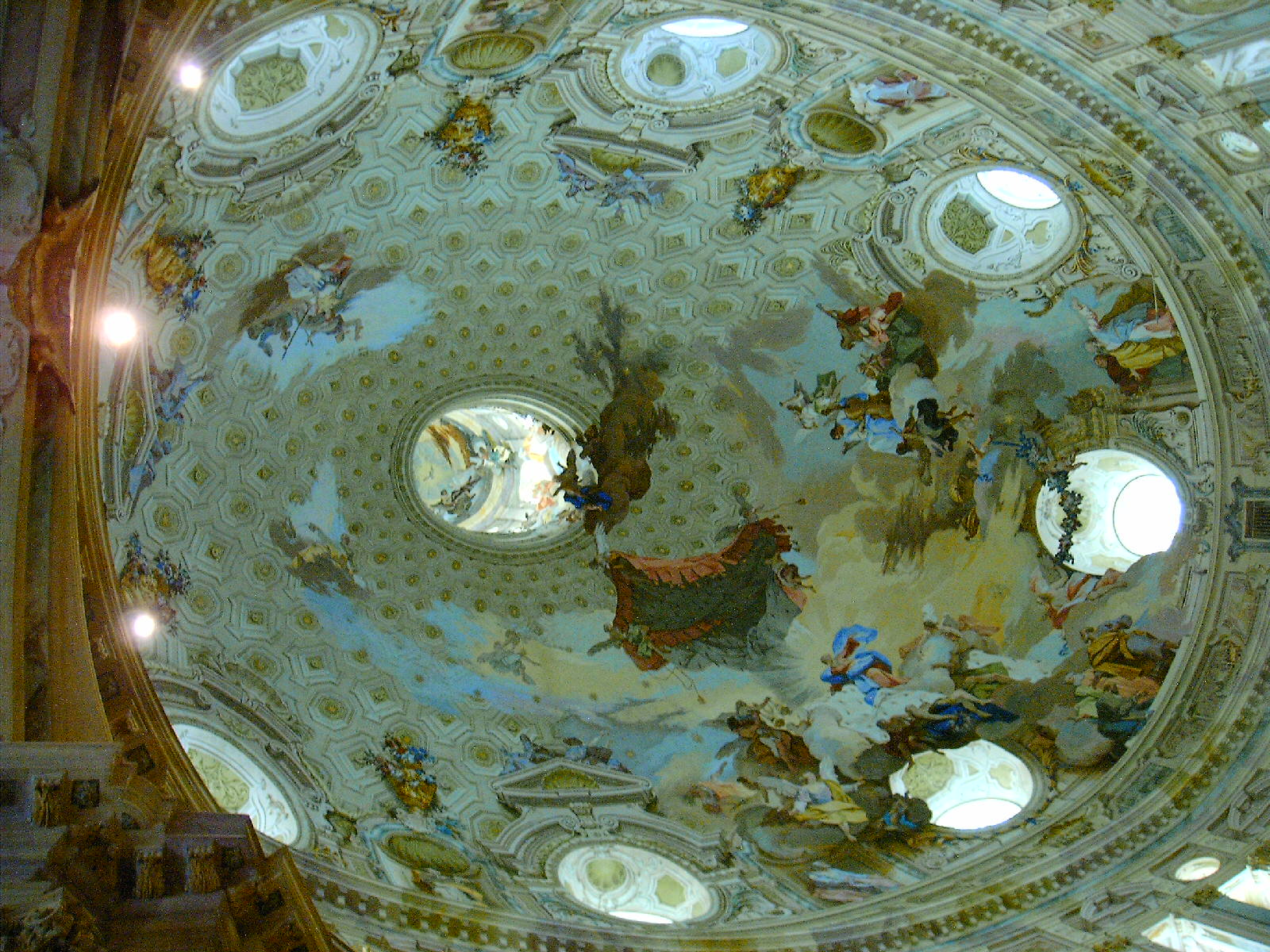
Voûte du sanctuaire de Vicoforte.
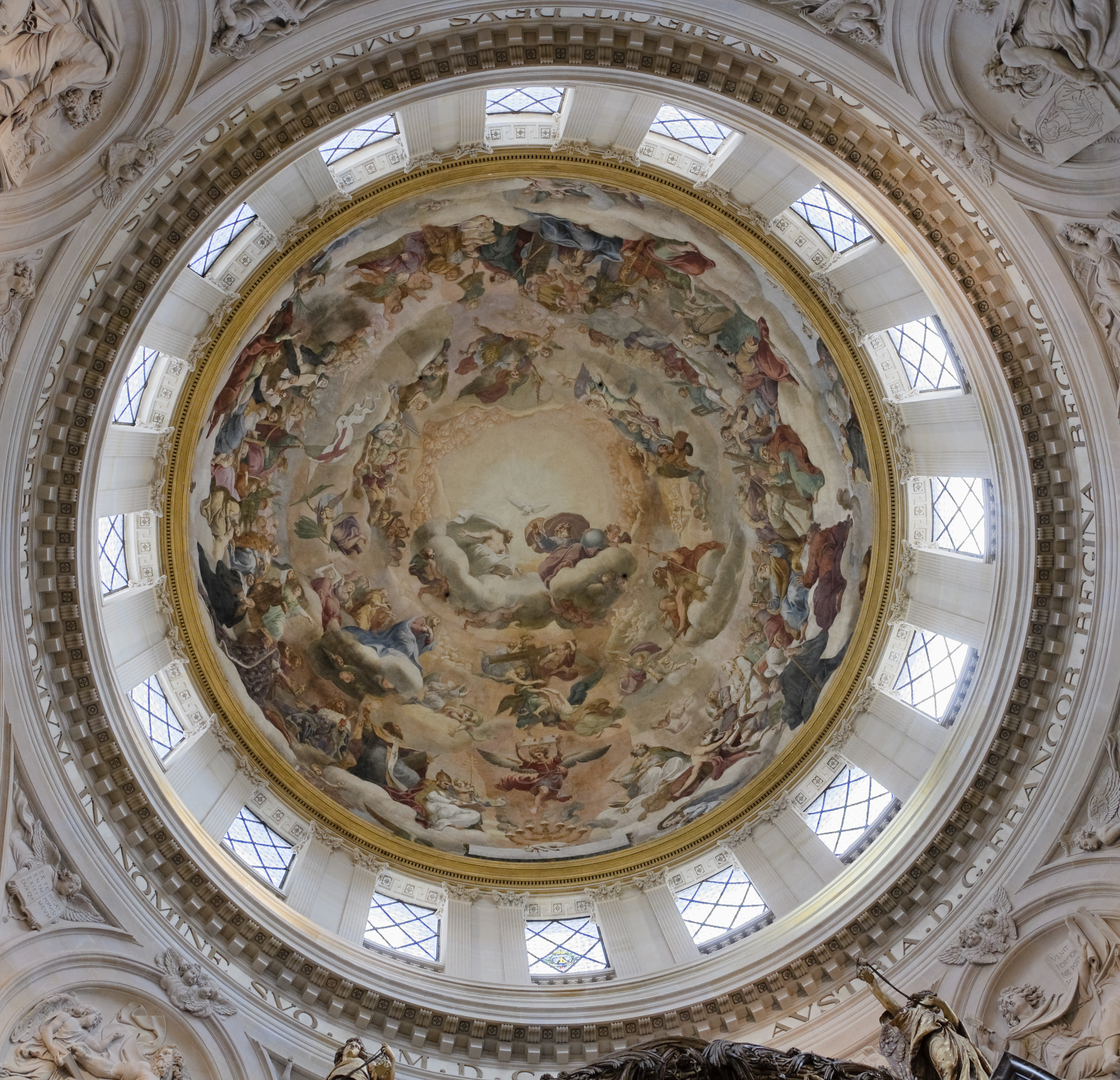
Coupole de l'église Notre-Dame du Val-de-Grâce.
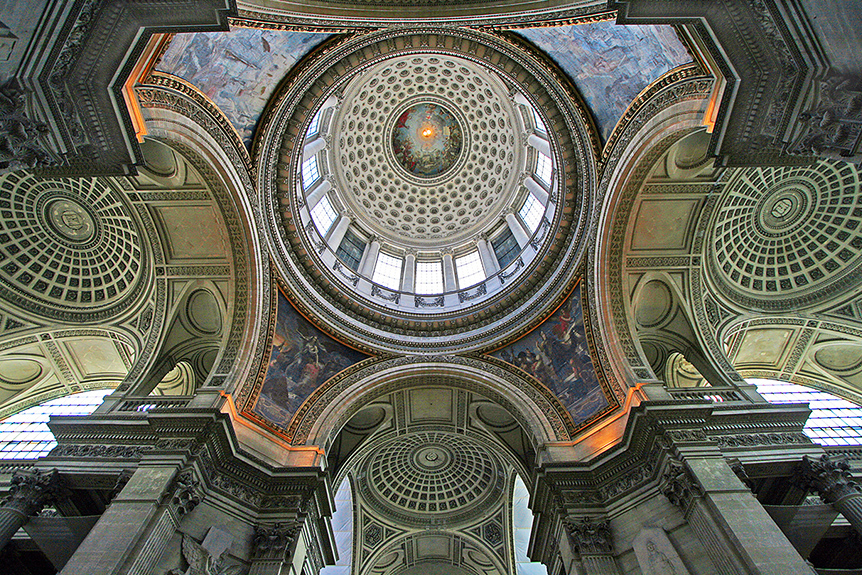
Coupoles du Panthéon de Paris.
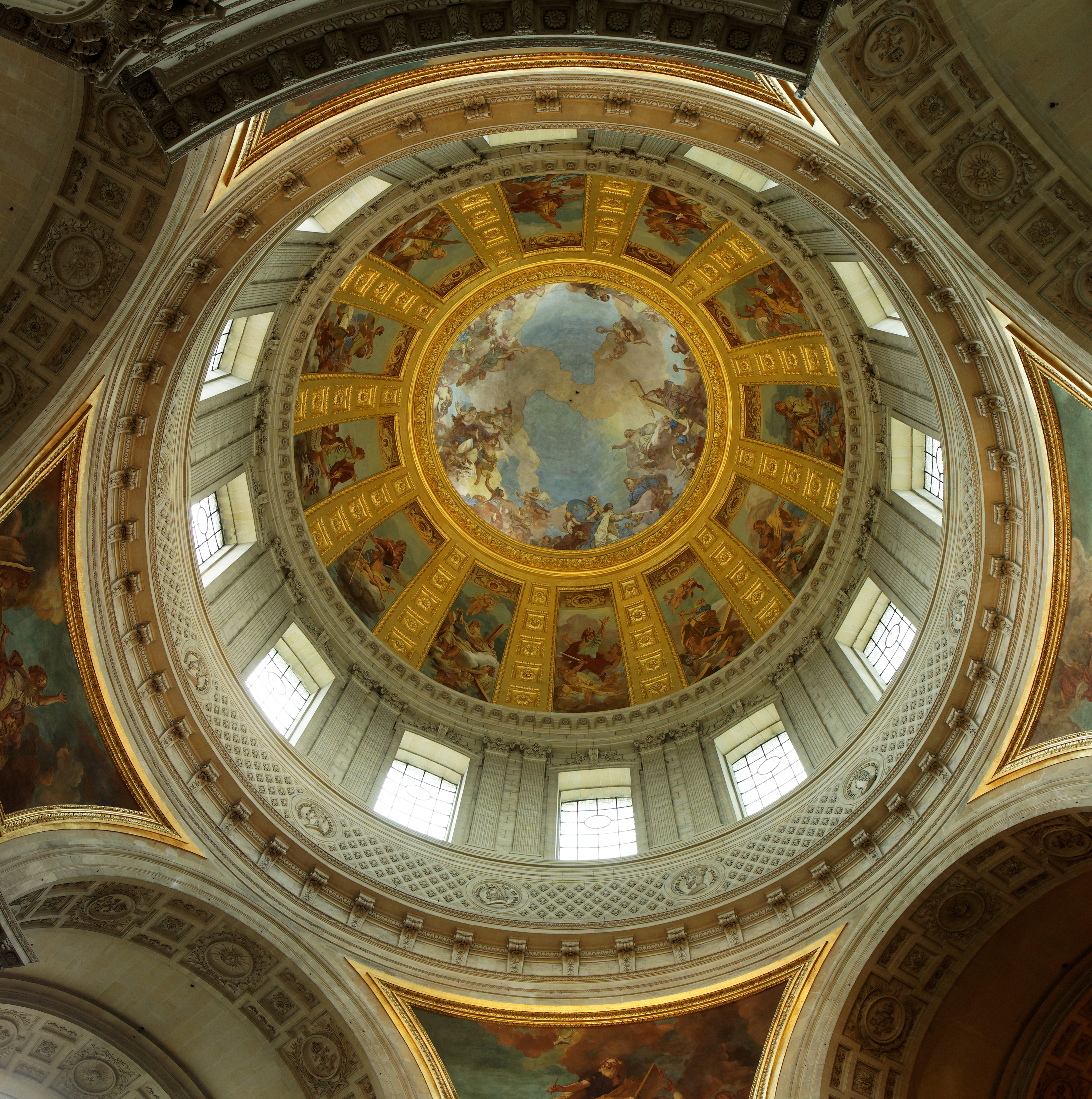
Les deux coupoles internes (deux plans scénographiques) sous le dôme des Invalides.
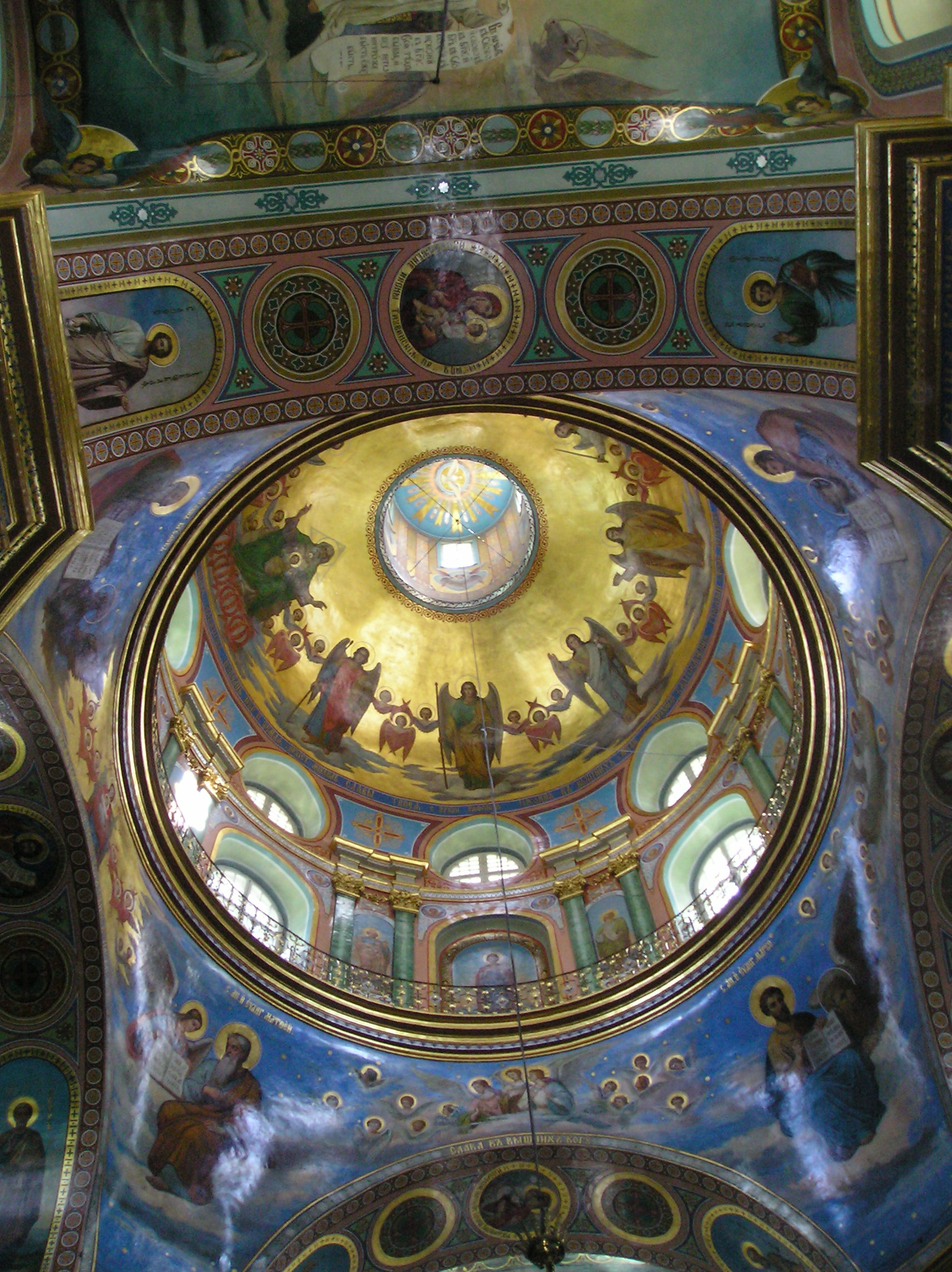
Coupole ukrainienne dans le Laure de Potchaïv.
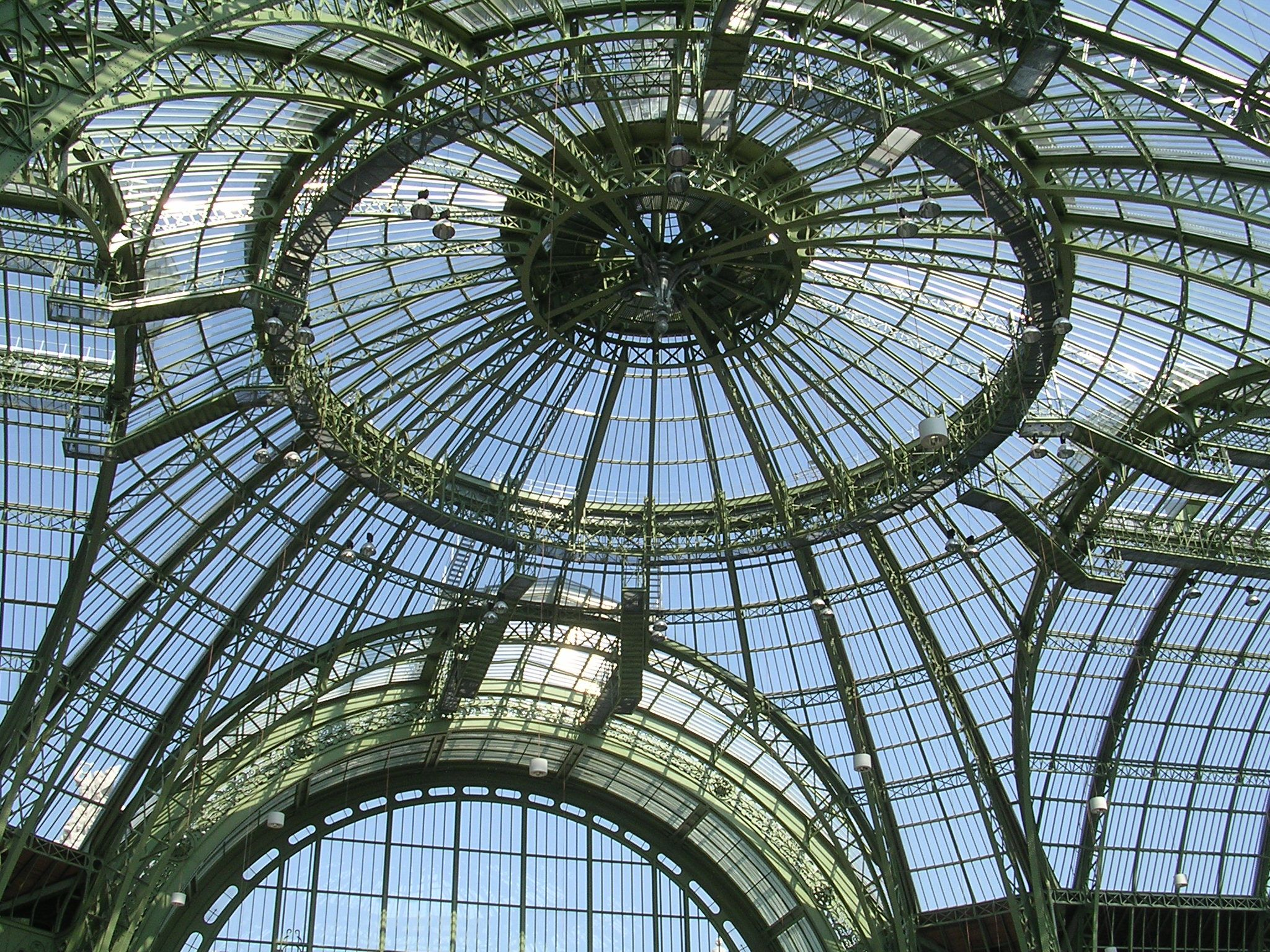
Coupole du Grand Palais de Paris.
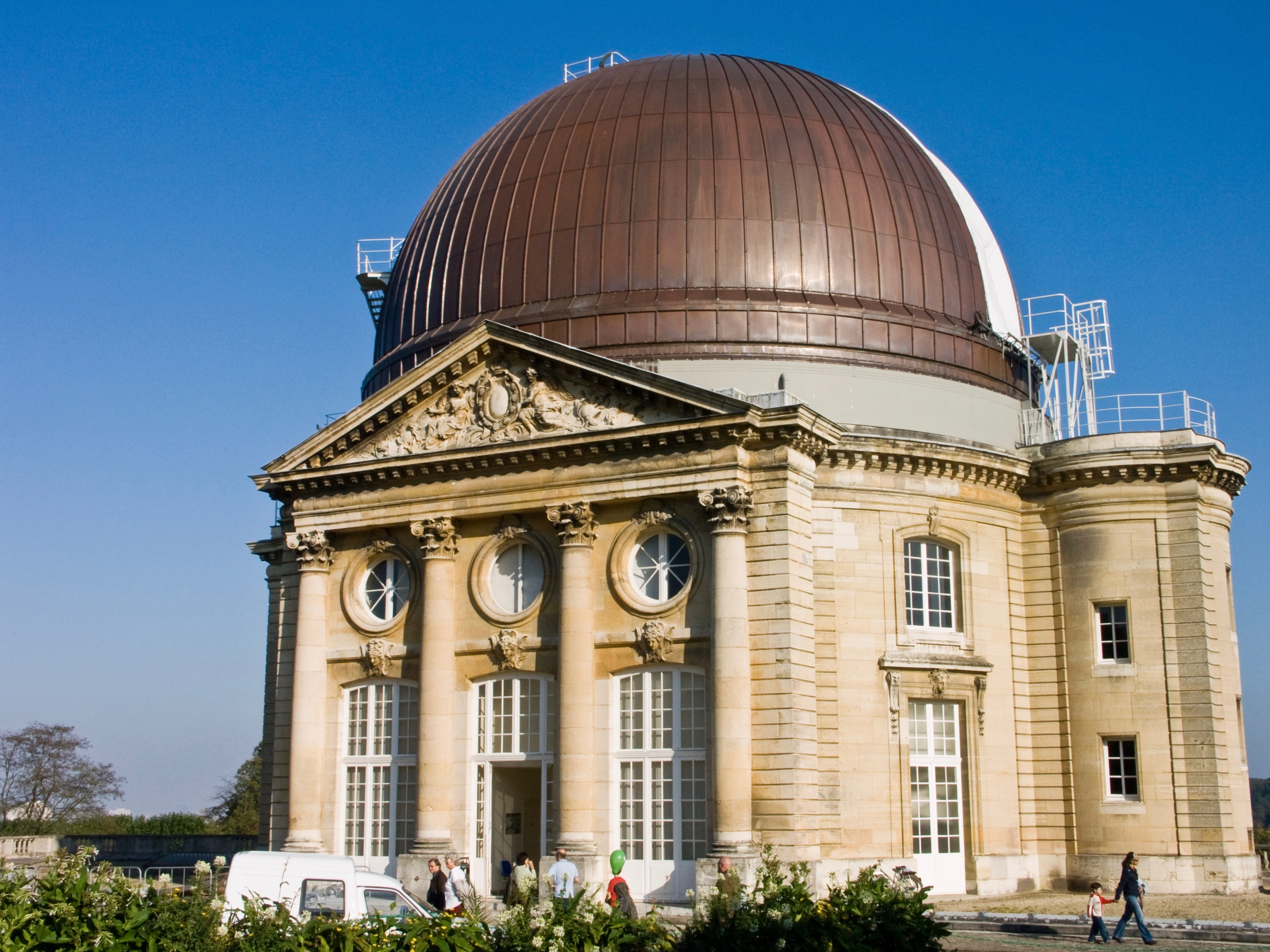
La grande coupole de l'Observatoire de Meudon (pouvant tourner sur elle-même).
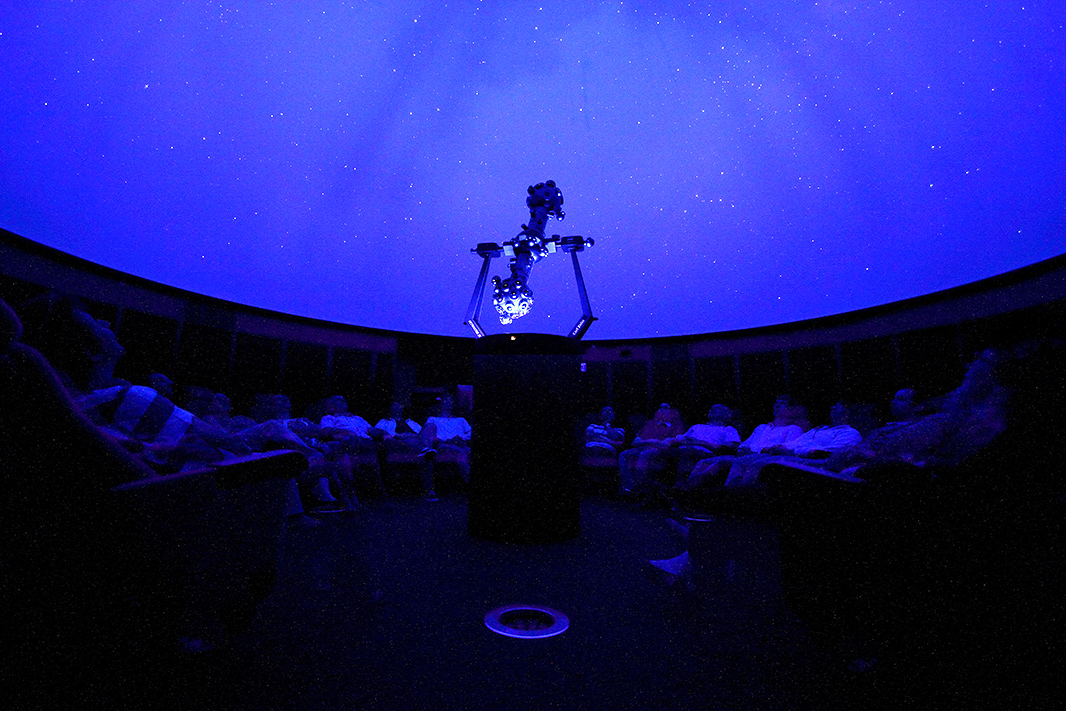
Coupole étoilée d'un planétarium (ici celui de Reims).
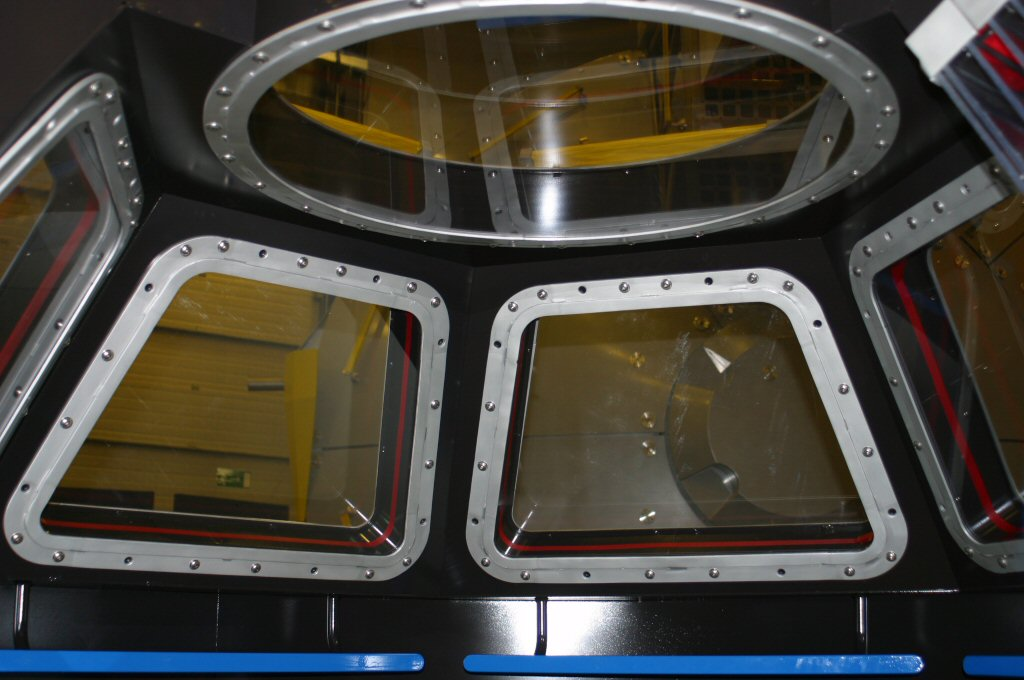
La Coupole de l'ISS (ESA).